# Mladen Kašćelan
Mladen Kašćelan (wym. [mladɛn kaʃtɕɛlan]; ur. 13 lutego 1983 w Kotorze) – czarnogórski piłkarz występujący na pozycji defensywnego pomocnika, reprezentant Czarnogóry. Od 2018 roku zawodnik Spartaka Tambow.

## Sukcesy

### Ludogorec Razgrad
- Mistrzostwo Bułgarii (1): 2012
- Puchar Bułgarii (1): 2012

### Jagiellonia Białystok
- Superpuchar Ekstraklasy S.A. (1): 2010[1]

## Kariera piłkarska

### Kariera klubowa
Swoją karierę rozpoczynał w klubie z miejscowości, w której się urodził – Bokelj Kotor. W 2002 roku trafił do Borussii Dortmund, gdzie grał jedynie w jej rezerwach. W sezonie 2003/2004 przeszedł do Karlsruher SC, w barwach którego rozegrał 2 spotkania. Następnie powrócił na Bałkany: kolejno występował w OFK Beograd i FK Voždovac.
Przed sezonem 2007/2008 trafił do Łódzkiego Klubu Sportowego. W rundzie jesiennej nie zdołał wywalczyć sobie miejsca w składzie i został wypożyczony do Stali Głowno. Na wiosnę ponownie trafił do ŁKS-u. Tym razem szybko „wskoczył” do pierwszej jedenastki, stając się kluczowym graczem swojej drużyny. Latem 2009 roku podpisał kontrakt z Karpatami Lwów.

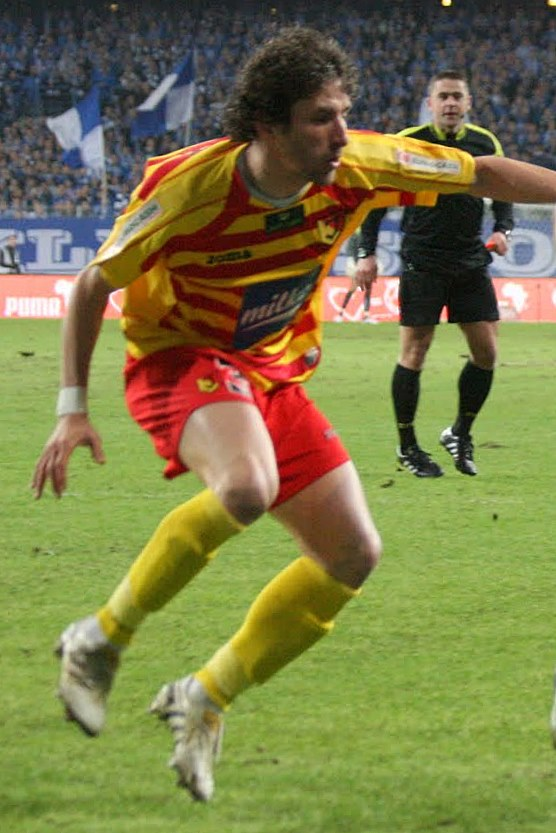
Kašćelan w barwach Jagiellonii

W styczniu 2010 roku podpisał trzyletni kontrakt z Jagiellonią Białystok. W sierpniu 2011 Kašćelan został na rok wypożyczony z Jagiellonii do ŁKS Łódź, w którym rozegrał 11 spotkań. W grudniu 2011 z powodu kłopotów finansowych łódzkiego klubu wrócił do Białegostoku.
23 stycznia 2012 na zasadzie półrocznego wypożyczenia z opcją pierwokupu trafił do bułgarskiego klubu Łudogorec Razgrad.
7 czerwca 2012 rozwiązał kontrakt z Jagiellonią Białystok.
We wrześniu 2012 Kašćelan związał się kontraktem z greckim klubem APS Panthrakikos występującym w Superleague Ellada.

### Kariera reprezentacyjna
6 czerwca 2009 roku zadebiutował w reprezentacji Czarnogóry w eliminacyjnym meczu do MŚ 2010 z drużyną Cypru. Na boisku przebywał przez pełne 90 minut. Ponadto otrzymał żółtą kartkę.